# Hemerodromia flexiformis
Hemerodromia flexiformis är en tvåvingeart som beskrevs av James David Macdonald 1998. Hemerodromia flexiformis ingår i släktet Hemerodromia och familjen dansflugor.
Artens utbredningsområde är Washington. Inga underarter finns listade i Catalogue of Life.